# Язъяванский район
Язъяванский район (тума́н; узб. Yozyovon tumani / Ёзёвон тумани) — район в Ферганской области Узбекистана. Административный центр — городской посёлок Язъяван.

## История
Язъяванский район был образован в 1952 году. 14 декабря 1959 года Язъяванский район был объединён с Ташлакским районом в Ахунбабаевский район. 27 декабря 1980 года район был восстановлен.

## Административно-территориальное деление
По состоянию на 1 января 2011 года, в состав района входят:
9 городских посёлков:
1. Язъяван,
2. Карасакал,
3. Каратепа,
4. Катартал-2,
5. Куйи Сойбуйи,
6. Тошховуз,
7. Ханабад,
8. Эшонтопи,
9. Юлдошабад.

10 сельских сходов граждан:
1. Гулистан,
2. Иштирхон,
3. Карасакал,
4. Каратепа,
5. Катартал,
6. Ханабад,
7. Чулигулистан,
8. Язъяван,
9. Янгиабад,
10. Янгибустан.